# Canvi de veu
Un canvi de veu o una mutació de veu, de vegades denominat trencament de veu o trencament de la veu, es refereix habitualment a l'aprofundiment de la veu dels homes a mesura que arriben a la pubertat. Abans de la pubertat, ambdós sexes tenen tons vocals aproximadament similars, però durant la pubertat la veu masculina normalment s'aprofundeix una octava, mentre que la veu femenina sol aprofundir només en uns pocs tons.
Un efecte similar és un "gall de veu", durant el qual la veu d'una persona entra sobtadament i sense voler en un registre més alt (generalment falset) durant un breu període. Això pot ser causat per cantar o parlar en un to fora del rang vocal natural de la persona, l'estrès, la fatiga, la tensió emocional o els canvis físics associats a la pubertat. Una instància d'esquerda de veu (quan s'associa amb la pubertat) dura només un moment i, generalment, es produeix amb menys freqüència a mesura que una persona creix fins a la maduresa.

## Canvis anatòmics
La major part del canvi de veu comença al voltant de la pubertat. El to de l'adult s'aconsegueix 2-3 anys més tard, però la veu no s'estabilitza fins als 21-25 anys. Sol passar mesos o anys abans del desenvolupament d'un pèl facial important. Sota la influència de les hormones sexuals (és a dir, la testosterona), la caixa de veu, o laringe, creix en ambdós sexes. Aquest creixement és molt més destacat en els mascles que en les femelles i es percep més fàcilment. Fa que la veu baixi i s'aprofundeixi. Juntament amb la laringe, les cordes vocals creixen significativament més llargues i gruixudes.
Els ossos facials també comencen a créixer. Les cavitats dels sins, el nas i la part posterior de la gola creixen més grans, creant així més espai dins del cap per permetre que la veu ressoni. Ocasionalment, el canvi de veu va acompanyat d'una vocalització inestable en les primeres etapes de veus no entrenades. A causa de la caiguda significativa del to del rang vocal, la gent pot parlar sense voler amb la veu del cap o fins i tot forçar les seves veus utilitzant tons que abans eren veu de pit, la part més baixa del registre de veu modal.

## Història del trencament de veu
Els canvis històrics en l'edat mitjana de la pubertat han tingut efectes profunds en la composició de música per a veus infantils. El compositor Joseph Haydn era conegut per cantar parts típicament en tons aguts durant els seus 17 anys.
Les veus sense canvis tenien una gran demanda per als cors de l'església, que històricament excloïen les dones. L'ideal del cor de la catedral britànica es manté basat en nois sopranos (o aguts), amb la part alta executada per contratenors adults. Als països de parla alemanya, però, les parts d'alt també les canten els nois. De vegades, la veu baixa a l'etapa 3 per a les dones que cau a b3 o C4 per a algunes, el canvi de veu es produeix principalment a l'etapa 4, inclòs el trencament i el trencament per a les noies i el mateix per als nois. Històricament, una estratègia per evitar del tot el canvi era la castració. Els castrati es documenten per primera vegada als registres de l'església italiana de la dècada de 1550. L'Exultate Jubilate de Mozart, el Miserere d'Allegri i parts del Messies de Händel van ser escrites per a aquesta veu, el timbre distintiu de la qual va ser àmpliament explotat a l'òpera barroca. El 1861, la pràctica de la castració es va convertir en il·legal a Itàlia, i el 1878 el papa Lleó XIII va prohibir la contractació de nous castrati per l'església. L'últim castrat va ser Alessandro Moreschi, que va servir al Cor de la Capella Sixtina.

## Cantants
Els nens són capaços de cantar en la mateixa octava que les dones. Quan les veus dels adolescents masculins es trenquen, ja no són capaços de cantar en la mateixa octava. Per a la música cantada en la mateixa tonalitat que les dones, poden cantar en falset o baixar una octava.